# Francisco Rúa
Francisco Rúa (Buenos Aires, 1911. február 4. – 1993. augusztus 5.) argentin labdarúgó, csatár.

## Pályafutása
1930–31-ben az Independiente, 1932-ben a Remedios de Escalada-i Talleres, 1933-ban a Lanús, 1934-ben a Dock Sud, 1934 és 1937 között a Newell’s Old Boys, 1938-ban a Vélez Sarsfield, 1939-ben ismét a Newell’s Old Boys, 1940 és 1946 között a La Plata-i Estudiantes, 1946–47-ben a Temperley labdarúgója volt.
Részt vett az 1934-es olaszországi világbajnokságon, ahol az argentin válogatottban egy alkalommal szerepelt, a nyolcaddöntő mérkőzésén. A Svédország elleni találkozón 3–2-es vereséget szenvedett az argentin csapat, így kiesett a torna további küzdelmeiből.

## Sikerei, díjai
Estudiantes (LP)
- Copa Adrián C. Escobar
  - győztes: 1944

## Statisztika

### Mérkőzése az argentin válogatottban
| Argentína | Argentína       | Argentína     | Argentína  | Argentína | Argentína | Argentína       | Argentína | Argentína |
| #         | Dátum           | Helyszín      | Hazai      | Eredmény  | Vendég    | Kiírás          | Gólok     | Esemény   |
| --------- | --------------- | ------------- | ---------- | --------- | --------- | --------------- | --------- | --------- |
| 1.        | 1934. május 27. | Bologna (ITA) | Svédország | 3 – 2     | Argentína | vb-nyolcaddöntő | -         |           |
|           | Összesen        |               |            | 1         | mérkőzés  |                 | 0         | gól       |